# Nittum
Nittum ist ein Ortsteil im Stadtteil Schildgen von Bergisch Gladbach.

## Geschichte
Die Siedlung Nittum war aus einer mittelalterlichen Hofstelle hervorgegangen, die auf eine frühfränkische Siedlungsgründung vor 800 zurückging. Es handelte sich um den ältesten Siedlungskern im Raum Schildgen. 
Aus einer erhaltenen Steuerliste von 1586 geht hervor, dass die Ortschaft Teil der Honschaft Grimßgewalt im Kirchspiel Odenthal war.
In der frühen Neuzeit  entwickelte sich der Hof zu einer größeren dörflichen Siedlung. Als größte Ortschaft in der Umgebung erhielt Nittum  1810 eine Schule, die um 1824 nach Fahn verlegt wurde.
Die Topographia Ducatus Montani des Erich Philipp Ploennies, Blatt Amt Miselohe, belegt, dass der Wohnplatz 1715 als Dorf ohne Kirch kategorisiert wurde und mit Nittum bezeichnet wurde.
Carl Friedrich von Wiebeking benennt die Hofschaft auf seiner Charte des Herzogthums Berg 1789 als Nirdum. Aus ihr geht hervor, dass Nittum zu dieser Zeit Teil von Unterodenthal in der Herrschaft Odenthal war.
Unter der französischen Verwaltung zwischen 1806 und 1813 wurde die Herrschaft aufgelöst. Nittum wurde politisch der Mairie Odenthal im Kanton Bensberg zugeordnet. 1816 wandelten die Preußen die Mairie zur Bürgermeisterei Odenthal im Kreis Mülheim am Rhein. 
Der Ort ist ab der Topographischen Aufnahme der Rheinlande von 1824 als Nittum auf Messtischblättern regelmäßig als Nittum oder ohne Namen verzeichnet. 
| Jahr | Einwohner | Wohn- gebäude | Kategorie  |
| ---- | --------- | ------------- | ---------- |
| 1822 | 101       |               | Ackerhöfe  |
| 1830 | 129       |               | Hof        |
| 1845 | 126       | 20            | Ackergüter |
| 1871 | 160       | 28            | Hofstelle  |
| 1885 | 135       | 32            | Wohnplatz  |
| 1895 | 153       | 29            | Wohnplatz  |
| 1905 | 148       | 29            | Wohnplatz  |

Nittum war seit jeher Teil der katholischen Pfarrgemeinde Odenthal bis zur Abpfarrung von Schildgen. Im Zuge der kommunalen Neugliederung kam Nittum 1975 mit Schildgen zur Stadt Bergisch Gladbach.

## Etymologie
Der Siedlungsname wurde urkundlich erstmals 1301 in der Form de Nyitheym erwähnt. Es folgten im Laufe der Zeit die Bezeichnungen Nittumb, Nictum, Nedderhem und Neidheim. Das Grundwort heim ist Bestandteil eines fränkischen Siedlungsnamens. Es hat sich aus dem germanischen haima (= Heim, Welt) bzw. aus der ursprünglich Indogermanischen Wurzel kpei (=wohnen) gebildet. Das Bestimmungswort Nitt/Nyit geht auf einen Personennamen mit dem Stamm Nid als Altform des Namens Nidinheim zurück.